# Lijst van digitale reflexcamera's van Nikon
Dit is een lijst van de digitale spiegelreflexcamera's van Nikon.

## Kort overzicht
- Nikon D1 (1999)
- Nikon D1X (2001)
- Nikon D1H (2001)
- Nikon D2H (2003)
- Nikon D2Hs (2005)
- Nikon D2X (2004)
- Nikon D2Xs (2006)
- Nikon D3 (2007)
- Nikon D3S (2009)
- Nikon D3X (2008)
- Nikon D4 (2012)
- Nikon D4s (2014)
- Nikon D5 (2016)
- Nikon Df (2013)
- Nikon D40 (2006)
- Nikon D40x (2007)
- Nikon D50 (2005)

- Nikon D60 (2008)
- Nikon D70 (2004)
- Nikon D70s (2005)
- Nikon D80 (2006)
- Nikon D90 (2008)
- Nikon D100 (2002)
- Nikon D200 (2005)
- Nikon D300 (2007)
- Nikon D300s (2009)
- Nikon D500 (2016)
- Nikon D600 (2012)
- Nikon D610 (2013)
- Nikon D700 (2008)
- Nikon D750 (2014)
- Nikon D800 (2012)
- Nikon D800E (2012)
- Nikon D810 (2014)

- Nikon D810a (2015)
- Nikon D850 (2017)
- Nikon D3000 (2009)
- Nikon D3100 (2010)
- Nikon D3200 (2012)
- Nikon D3300 (2014)
- Nikon D3400 (2016)
- Nikon D3500 (2018)
- Nikon D5000 (2009)
- Nikon D5100 (2011)
- Nikon D5200 (2012)
- Nikon D5300 (2013)
- Nikon D5500 (2015)
- Nikon D7000 (2010)
- Nikon D7100 (2013)
- Nikon D7200 (2015)
- Nikon D7500 (2017)

## Spiegelreflexcamera's met Nikon F-vatting

### Professionele camera's
| Merk en model | Introductiedatum  | Mega- pixels | Sensor          | Sluitertijden | Bps                    | ISO            | Video             | Monitor                | Zoeker      | AF-motor | AIS-lichtmeting | Bijzonderheden                                                                  |
| ------------- | ----------------- | ------------ | --------------- | ------------- | ---------------------- | -------------- | ----------------- | ---------------------- | ----------- | -------- | --------------- | ------------------------------------------------------------------------------- |
| Nikon D1      | 15 juni 1999      | 2,6          | APS-C CCD       | 30 - 1/8000   | 4,5                    | 200 - 1600     | geen              | 2", 130.000 punten     | Pentaprisma | Ja       | Ja              | TIPA Award 2000, EISA Award 2000-2001                                           |
| Nikon D1X     | 5 februari 2001   | 6            | APS-C CCD       | 30 - 1/8000   | 3                      | 125 - 800      | geen              | 2", 130.000 punten     | Pentaprisma | Ja       | Ja              | TIPA Award 2001, EISA Award 2001-2002                                           |
| Nikon D1H     | 5 februari 2001   | 2,6          | APS-C CCD       | 30 - 1/8000   | 5                      | 200 - 1600     | geen              | 2", 130.000 punten     | Pentaprisma | Ja       | Ja              |                                                                                 |
| Nikon D2H     | 22 juli 2003      | 4            | APS-C CCD       | 30 - 1/8000   | 8                      | 200 - 1600     | geen              | 2,5", 211.000 punten   | Pentaprisma | Ja       | Ja              |                                                                                 |
| Nikon D2X     | 16 september 2004 | 12           | APS-C CCD       | 30 - 1/8000   | 5                      | 100 - 3200     | geen              | 2,5", 235.000 punten   | Pentaprisma | Ja       | Ja              | EISA Award 2005-2006                                                            |
| Nikon D2Hs    | 15 februari 2005  | 4            | APS-C CCD       | 30 - 1/8000   | 5                      | 200 - 1600     | geen              | 2,5", 235.000 punten   | Pentaprisma | Ja       | Ja              |                                                                                 |
| Nikon D2Xs    | 1 juni 2006       | 12           | APS-C CCD       | 30 - 1/8000   | 5                      | 100 - 3200     | geen              | 2,5", 235.000 punten   | Pentaprisma | Ja       | Ja              |                                                                                 |
| Nikon D3      | 23 augustus 2007  | 12           | Full-Frame CMOS | 30 - 1/8000   | 11                     | 100 - 25.600   | geen              | 3", 922.000 punten     | Pentaprisma | Ja       | Ja              | TIPA Award 2008, EISA Award 2008-2009                                           |
| Nikon D3X     | 23 augustus 2007  | 24           | Full-Frame CMOS | 30 - 1/8000   | 5                      | 100 - 6400     | geen              | 3", 920.000 punten     | Pentaprisma | Ja       | Ja              | TIPA Award 2009, EISA Award 2009-2010                                           |
| Nikon D3s     | 30 juli 2009      | 12           | Full-Frame CMOS | 30 - 1/8000   | 11                     | 100 - 102.400  | 1280×720, 24 bps  | 3", 922.000 punten     | Pentaprisma | Ja       | Ja              | TIPA Award 2010, EISA Award 2010-2011                                           |
| Nikon D4      | 6 januari 2012    | 16           | Full-Frame CMOS | 30 - 1/8000   | 11                     | 100 - 204.800  | 1920×1080, 30 bps | 3,2", 921.000 punten   | Pentaprisma | Ja       | Ja              | EISA Award 2012-2013                                                            |
| Nikon D800    | 7 februari 2012   | 36           | Full-Frame CMOS | 30 - 1/8000   | 4,6                    | 50 - 25.600    | 1920×1080, 30 bps | 3,2", 921.000 punten   | Pentaprisma | Ja       | Ja              | TIPA Award 2012, EISA Award 2012-2013                                           |
| Nikon D800E   | 7 februari 2012   | 36           | Full-Frame CMOS | 30 - 1/8000   | 4,6                    | 50 - 25.600    | 1920×1080, 30 bps | 3,2", 921.000 punten   | Pentaprisma | Ja       | Ja              | Identiek aan D800, maar zonder OLP                                              |
| Nikon D4s     | 25 februari 2014  | 16           | Full-Frame CMOS | 30 - 1/8000   | 11                     | 50 - 409.600   | 1920×1080, 60 bps | 3,2", 921.000 punten   | Pentaprisma | Ja       | Ja              | TIPA Award 2014, EISA Award 2014-2015                                           |
| Nikon D810    | 26 juni 2014      | 36           | Full-Frame CMOS | 30 - 1/8000   | 5                      | 64 - 12.800    | 1920×1080, 60 bps | 3,2", 1.229.000 punten | Pentaprisma | Ja       | Ja              | TIPA Award 2015                                                                 |
| Nikon D810A   | 10 februari 2015  | 36           | Full-Frame CMOS | 30 - 1/8000   | 5                      | 64 - 12.800    | 1920×1080, 60 bps | 3,2", 1.229.000 punten | Pentaprisma | Ja       | Ja              | Versie van de D810 voor astrofotografie                                         |
| Nikon D5      | 5 januari 2016    | 20           | Full-Frame CMOS | 30 - 1/8000   | 14                     | 50 - 3.280.000 | 3840×2160, 30 bps | 3,2", 2.359.000 punten | Pentaprisma | Ja       | Ja              |                                                                                 |
| Nikon D850    | 25 juli 2017      | 45           | Full-Frame CMOS | 30 - 1/8000   | 7/9 (met batterijgrip) | 65 - 25.600    | 3840×2160, 30 bps | 3,2", 2.359.000 punten | Pentaprisma | Ja       | Ja              | TIPA Award 2018, eerste camera met score hoger dan 100 op DxOMark sensor review |

### Camera's voor professionele gebruikers en gevorderde amateurs
| Merk en model | Introductiedatum  | Mega- pixels | Sensor          | Sluitertijden | Bps  | ISO            | Video                     | Monitor                | Zoeker      | AF-motor | AIS-lichtmeting | Bijzonderheden                        |
| ------------- | ----------------- | ------------ | --------------- | ------------- | ---- | -------------- | ------------------------- | ---------------------- | ----------- | -------- | --------------- | ------------------------------------- |
| Nikon D100    | 21 februari 2002  | 6            | APS-C CCD       | 30 - 1/4000   | 3    | 200 - 1600     | geen                      | 1,8", 118.000 punten   | Pentaprisma | Ja       | Ja              |                                       |
| Nikon D70     | 28 januari 2004   | 6            | APS-C CCD       | 30 - 1/4000   | 3    | 200 - 1600     | geen                      | 1,8", 130.000 punten   | Pentamirror | Ja       | Nee             | TIPA Award 2004, EISA Award 2004-2005 |
| Nikon D70s    | 20 april 2005     | 6            | APS-C CCD       | 30 - 1/4000   | 3    | 200 - 1600     | geen                      | 2", 130.000 punten     | Pentamirror | Ja       | Nee             |                                       |
| Nikon D200    | 1 november 2005   | 10           | APS-C CCD       | 30 - 1/4000   | 5    | 100 - 3200     | geen                      | 2,5", 230.000 punten   | Pentaprisma | Ja       | Ja              | TIPA Award 2006, EISA Award 2006-2007 |
| Nikon D80     | 9 augustus 2006   | 10           | APS-C CCD       | 30 - 1/4000   | 3    | 100 - 3200     | geen                      | 2,5", 230.000 punten   | Pentaprisma | Ja       | Nee             |                                       |
| Nikon D300    | 23 augustus 2007  | 12           | APS-C CMOS      | 30 - 1/8000   | 6    | 100 - 6400     | geen                      | 3", 922.000 punten     | Pentaprisma | Ja       | Ja              |                                       |
| Nikon D700    | 1 juli 2008       | 12           | Full-frame CMOS | 30 - 1/8000   | 5    | 100 - 25.600   | geen                      | 3", 922.000 punten     | Pentaprisma | Ja       | Ja              |                                       |
| Nikon D90     | 27 augustus 2008  | 12           | APS-C CMOS      | 30 - 1/4000   | 4,5  | 100 - 3200     | 1280×720, 24 bps          | 3", 922.000 punten     | Pentaprisma | Ja       | Nee             | TIPA Award 2009                       |
| Nikon D300s   | 30 juli 2009      | 12           | APS-C CMOS      | 30 - 1/8000   | 7    | 100 - 6400     | 1280×720, 24 bps          | 3", 922.000 punten     | Pentaprisma | Ja       | Ja              | TIPA Award 2008                       |
| Nikon D7000   | 15 september 2010 | 16           | APS-C CMOS      | 30 - 1/8000   | 6    | 100 - 25.600   | 1920×1080, 24 bps         | 3", 921.000 punten     | Pentaprisma | Ja       | Ja              | TIPA Award 2011, EISA Award 2011-2012 |
| Nikon D600    | 13 september 2012 | 24           | Full-Frame CMOS | 30 - 1/8000   | 5,5  | 50 - 25.600    | 1920×1080, 30 bps         | 3,2", 921.000 punten   | Pentaprisma | Ja       | Ja              |                                       |
| Nikon D7100   | 21 februari 2013  | 24           | APS-C CMOS      | 30 - 1/8000   | 6    | 100 - 25.600   | 1920×1080, 60 bps         | 3,2", 1.228.800 punten | Pentaprisma | Ja       | Ja              | TIPA Award 2013, EISA Award 2013-2014 |
| Nikon D610    | 8 oktober 2013    | 24           | Full-Frame CMOS | 30 - 1/8000   | 5,5  | 50 - 25.600    | 1920×1080, 30 bps         | 3,2", 921.000 punten   | Pentaprisma | Ja       | Ja              |                                       |
| Nikon Df      | 5 november 2013   | 16           | Full-Frame CMOS | 30 - 1/8000   | 5,5  | 100 - 12.800   | geen                      | 3,2", 921.000 punten   | Pentaprisma | Ja       | Ja              | TIPA Award 2014                       |
| Nikon D750    | 12 september 2014 | 24           | Full-Frame CMOS | 30 - 1/4000   | 6,5  | 50 - 25.600    | 1920×1080, 60 bps         | 3,2", 1.228.800 punten | Pentaprisma | Ja       | Ja              |                                       |
| Nikon D7200   | 2 maart 2015      | 24           | APS-C CMOS      | 30 - 1/8000   | 6    | 100 - 25.600   | 1920×1080, 60 bps         | 3,2", 1.228.800 punten | Pentaprisma | Ja       | Ja              |                                       |
| Nikon D500    | 5 januari 2016    | 20           | APS-C CMOS      | 30 - 1/8000   | 10   | 50 - 1.640.000 | 4096×2160, 30 bps         | 3,2", 2.359.000 punten | Pentaprisma | Ja       | Ja              |                                       |
| Nikon D7500   | 12 april 2017     | 21           | APS-C CMOS      | 30 - 1/8000   | 8-50 | 50 - 1.640.000 | 4096×2160, 30, 25, 24 bps | 3,2", 922.000 punten   | Pentaprisma | Ja       | Ja              |                                       |

### Middenklassencamera's
| Merk en model | Introductiedatum  | Mega- pixels | Sensor     | Sluitertijden | Bps | ISO          | Video             | Monitor              | Zoeker      | AF-motor | AIS-lichtmeting | Bijzonderheden                        |
| ------------- | ----------------- | ------------ | ---------- | ------------- | --- | ------------ | ----------------- | -------------------- | ----------- | -------- | --------------- | ------------------------------------- |
| Nikon D50     | 20 april 2005     | 6            | APS-C CCD  | 30 - 1/4000   | 2,5 | 200 - 1600   | geen              | 2", 130.000 punten   | Pentamirror | Ja       | Nee             | TIPA Award 2006                       |
| Nikon D5000   | 14 april 2009     | 12           | APS-C CCD  | 30 - 1/4000   | 4   | 200 - 6400   | geen              | 2,7", 230.000 punten | Pentamirror | Nee      | Nee             |                                       |
| Nikon D5100   | 15 september 2010 | 16           | APS-C CMOS | 30 - 1/4000   | 4   | 100 - 6400   | 1920×1080, 30 bps | 3", 921.000 punten   | Pentamirror | Nee      | Nee             | TIPA Award 2012                       |
| Nikon D5200   | 6 november 2012   | 24           | APS-C CMOS | 30 - 1/4000   | 5   | 100 - 6400   | 1920×1080, 60 bps | 3", 921.000 punten   | Pentamirror | Nee      | Nee             |                                       |
| Nikon D5300   | 17 oktober 2013   | 24           | APS-C CMOS | 30 - 1/4000   | 5   | 100 - 12.800 | 1920×1080, 60 bps | 3", 1.037.000 punten | Pentamirror | Nee      | Nee             |                                       |
| Nikon D5500   | 6 januari 2015    | 24           | APS-C CMOS | 30 - 1/4000   | 5   | 100 - 12.800 | 1920×1080, 60 bps | 3", 1.037.000 punten | Pentamirror | Nee      | Nee             | TIPA Award 2015, EISA Award 2015-2016 |

### Camera's voor beginnende gebruikers
| Merk en model | Introductiedatum | Mega- pixels | Sensor     | Sluitertijden | Bps | ISO          | Video             | Monitor              | Zoeker      | AF-motor | AIS-lichtmeting | Bijzonderheden  |
| ------------- | ---------------- | ------------ | ---------- | ------------- | --- | ------------ | ----------------- | -------------------- | ----------- | -------- | --------------- | --------------- |
| Nikon D40     | 16 november 2006 | 6            | APS-C CCD  | 30 - 1/4000   | 2,5 | 200 - 3200   | geen              | 2,5", 230.000 punten | Pentamirror | Nee      | Nee             |                 |
| Nikon D40x    | 6 maart 2007     | 10           | APS-C CMOS | 30 - 1/4000   | 3   | 100 - 1600   | geen              | 2,5", 230.000 punten | Pentamirror | Nee      | Nee             | TIPA Award 2007 |
| Nikon D60     | 29 januari 2008  | 10           | APS-C CCD  | 30 - 1/4000   | 3   | 100 - 1600   | geen              | 2,5", 230.000 punten | Pentamirror | Nee      | Nee             |                 |
| Nikon D3000   | 30 juli 2009     | 10           | APS-C CMOS | 30 - 1/4000   | 3   | 100 - 1600   | geen              | 3", 230.000 punten   | Pentamirror | Nee      | Nee             |                 |
| Nikon D3100   | 19 augustus 2010 | 14           | APS-C CMOS | 30 - 1/4000   | 3   | 100 - 12.800 | 1920×1080, 24 bps | 3", 230.000 punten   | Pentamirror | Nee      | Nee             |                 |
| Nikon D3200   | 19 april 2012    | 24           | APS-C CMOS | 30 - 1/4000   | 4   | 100 - 12.800 | 1920×1080, 30 bps | 3", 921.000 punten   | Pentamirror | Nee      | Nee             |                 |
| Nikon D3300   | 7 januari 2014   | 24           | APS-C CMOS | 30 - 1/4000   | 5   | 100 - 25.600 | 1920×1080, 30 bps | 3", 921.000 punten   | Pentamirror | Nee      | Nee             | TIPA Award 2014 |
| Nikon D3400   | 17 augustus 2016 | 24           | APS-C CMOS | 30 - 1/4000   | 5   | 100 - 25.600 | 1920×1080, 60 bps | 3", 921.000 punten   | Pentamirror | Nee      | Nee             |                 |
| Nikon D3500   | 30 augustus 2018 | 24           | APS-C CMOS | 30 - 1/4000   | 5   | 100 - 25.600 | 1920×1080, 60 bps | 3", 921.000 punten   | Pentamirror | Nee      | Nee             | TIPA Award 2019 |